# Sklíthro
Sklíthro (Sklithro) är en ort i Grekland.   Den ligger i prefekturen Nomós Florínis och regionen Västra Makedonien, i den norra delen av landet, 300 km nordväst om huvudstaden Aten. Sklíthro ligger 675 meter över havet och antalet invånare är 532.
Terrängen runt Sklíthro är varierad. Runt Sklíthro är det ganska tätbefolkat, med 100 invånare per kvadratkilometer. Närmaste större samhälle är Ptolemaida, 18,9 km sydost om Sklíthro. Omgivningarna runt Sklíthro är en mosaik av jordbruksmark och naturlig växtlighet.